# Bergkwartel
De bergkwartel of bergkuifkwartel (Oreortyx pictus) is een vogel uit de familie Odontophoridae. De wetenschappelijke naam van de soort is voor het eerst geldig gepubliceerd in 1829 door Douglas.

## Voorkomen
De soort komt voor van het zuidwesten van Canada tot Baja California en er worden vijf ondersoorten onderscheiden:
- O. p. pictus: van zuidwestelijk Washington tot noordwestelijk Californië.
- O. p. plumifer: Oregon, noordoostelijk Californië en westelijk Nevada.
- O. p. russelli: San Bernardino Mountains en Californië.
- O. p. eremophilus: zuidelijk Californië.
- O. p. confinis: noordelijk Baja California.

## Beschermingsstatus
De totale populatie is in 2019 geschat op 260 duizend volwassen vogels. Op de Rode Lijst van de IUCN heeft de soort de status niet bedreigd.